# Williston (South Carolina)
Williston is een plaats (town) in de Amerikaanse staat South Carolina, en valt bestuurlijk gezien onder Barnwell County.

## Demografie
Bij de volkstelling in 2000 werd het aantal inwoners vastgesteld op 3307.
In 2006 is het aantal inwoners door het United States Census Bureau geschat op 3247, een daling van 60 (-1.8%).

## Geografie
Volgens het United States Census Bureau beslaat de plaats een oppervlakte van
23,2 km², waarvan 23,0 km² land en 0,2 km² water. Williston ligt op ongeveer 108 m boven zeeniveau.

## Plaatsen in de nabije omgeving
De onderstaande figuur toont nabijgelegen plaatsen in een straal van 20 km rond Williston.